# Trifolium repens
Trifolium repens, llamado comúnmente trébol blanco, es una especie del género Trifolium nativo de Europa, norte de África, y Asia occidental.  Está extendido por toda Norteamérica y gran parte de Sudamérica, donde se ha naturalizado.   Es un importante cultivo forrajero.

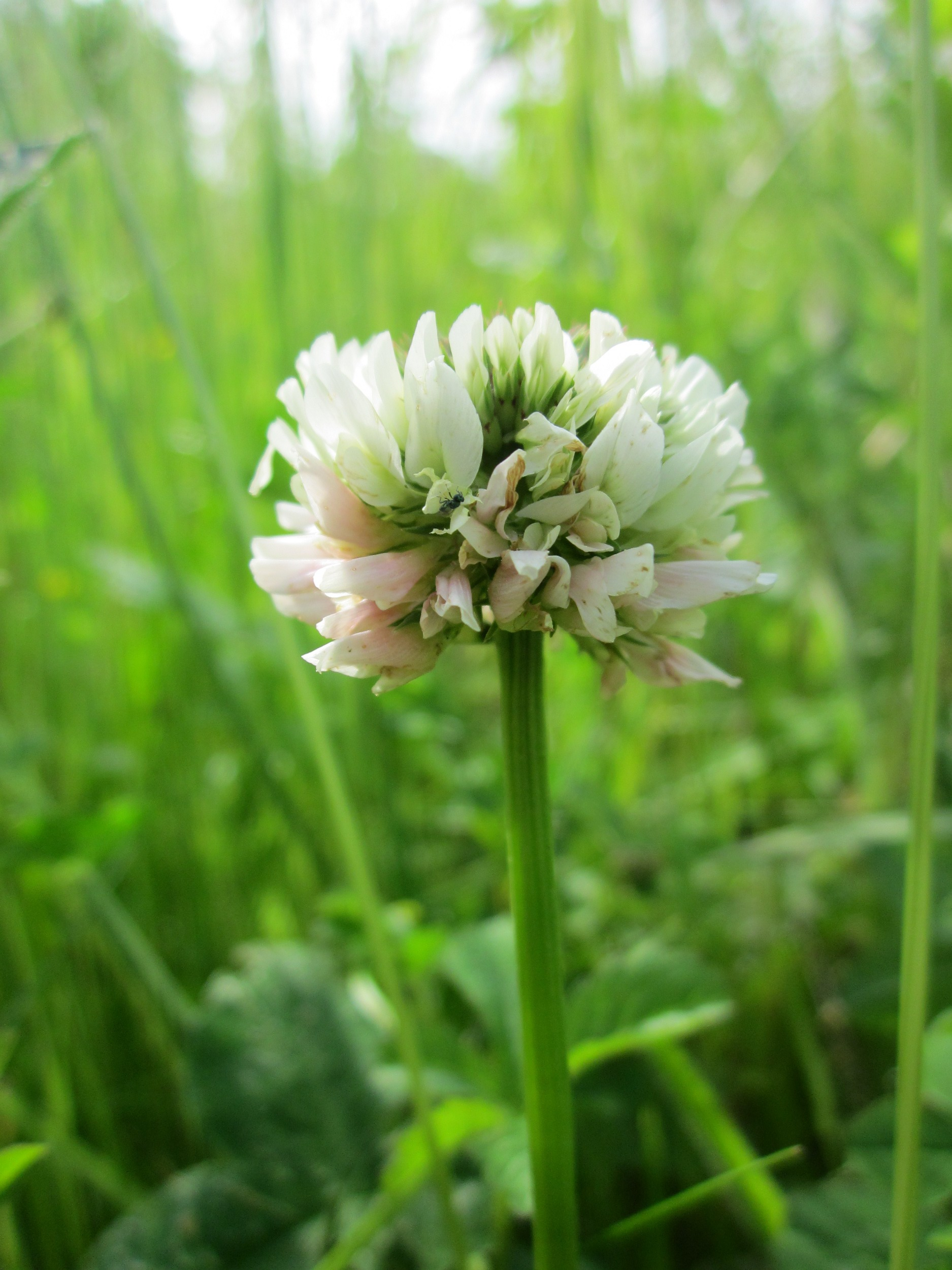
Detalle de la flor.

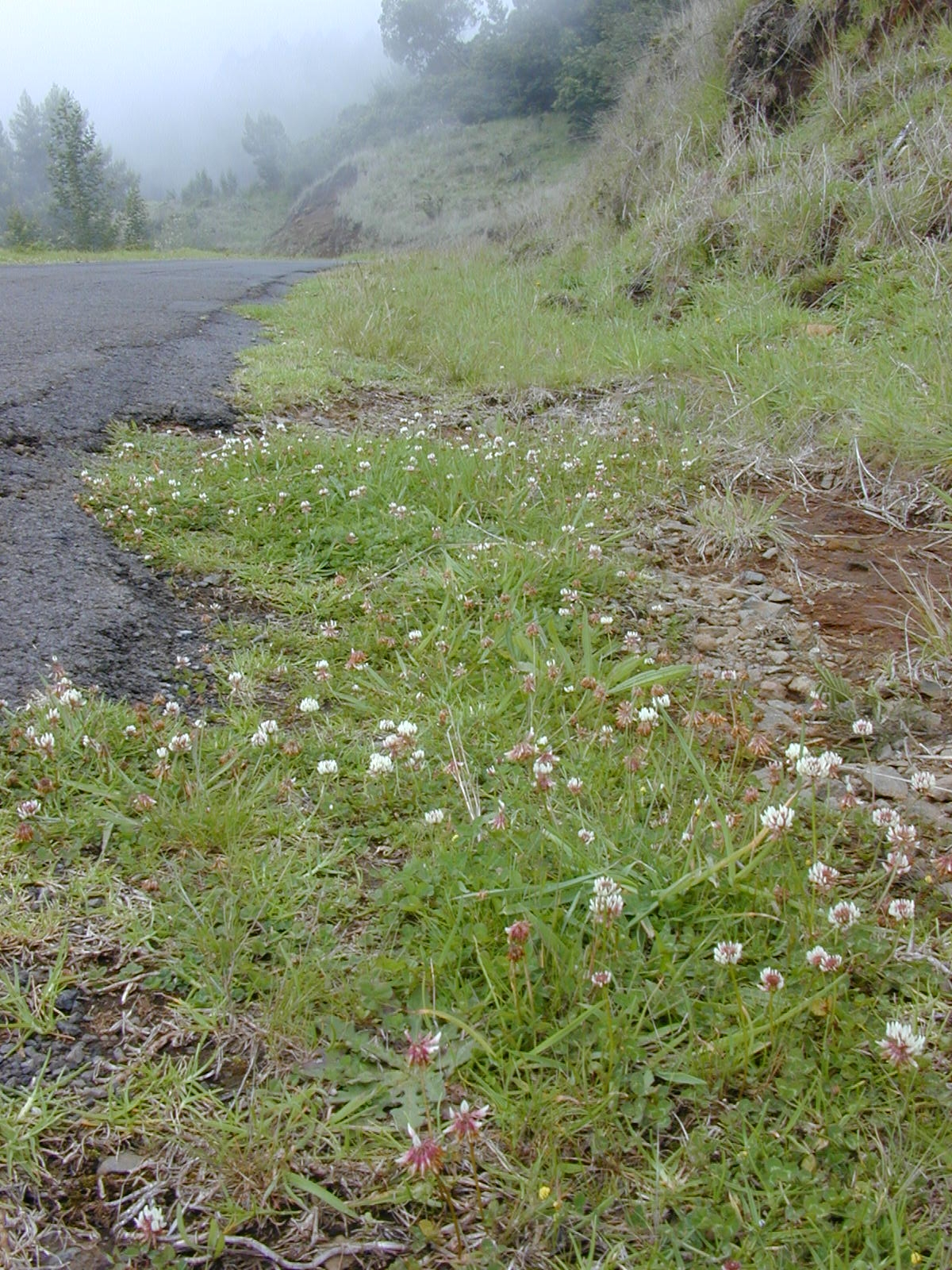
En su hábitat.

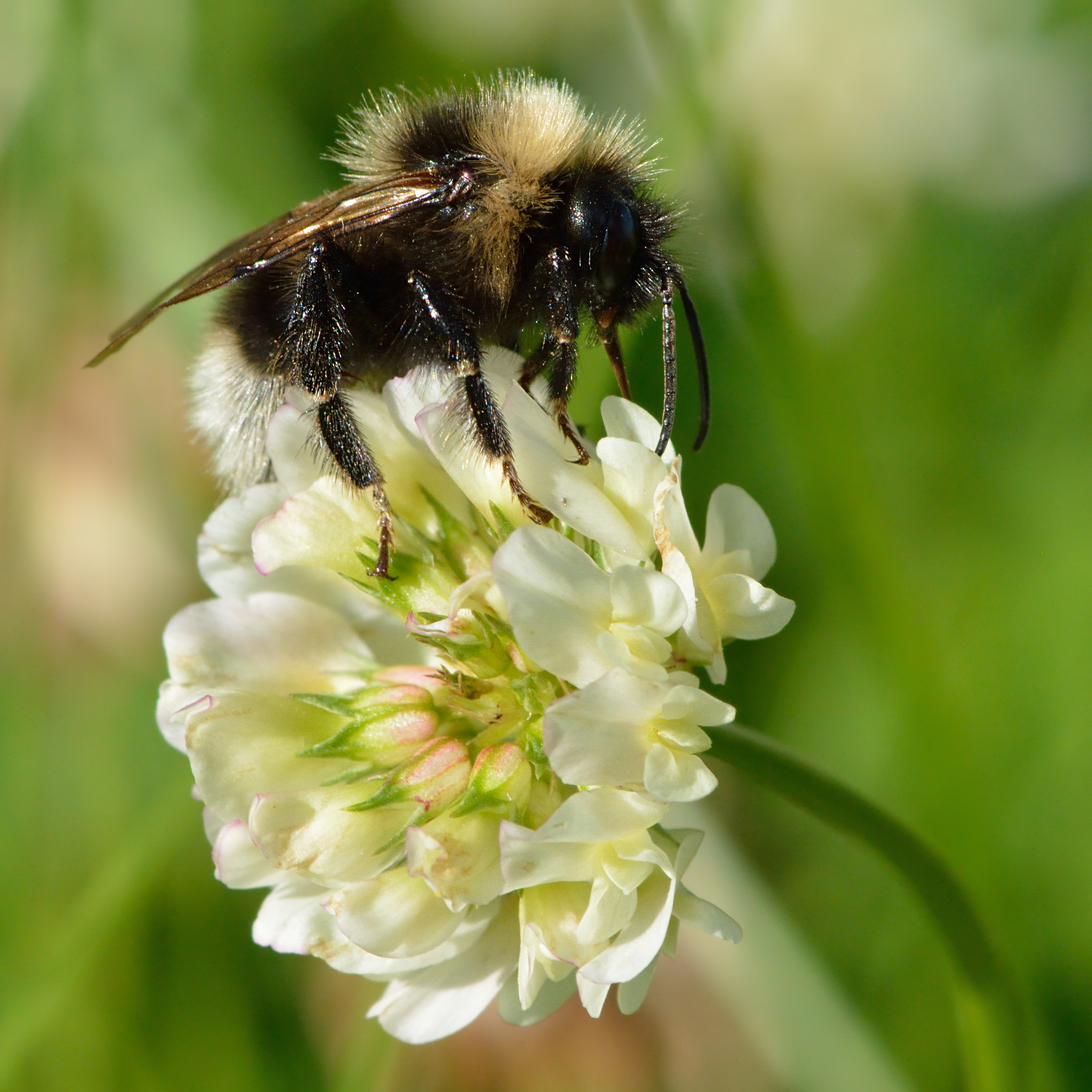
Bombus barbutellus libando una flor.

## Descripción
Se trata de una especie herbácea perenne. De porte rastrero, alcanza una altura de 10 cm. Su hábito estolonífero hace de ella una leguminosa de excelente adaptación al pastoreo en zonas templadas de todo el mundo. Se propaga por estolones y semillas.
El sistema radical es ramificado en su raíz principal, además presenta raíces adventicias de carácter estolonífero.
Las hojas son pecioladas y trifoliadas; sus folíolos son ovales, con una mancha blanca, y sin ninguna vellosidad (tampoco en pecíolos ni tallos). Los estolones se encuentran abrazados por estípulas membranosas de las hojas.
Las inflorescencias son glomérulos de 1,5 a 2 cm de ancho, conteniendo de cincuenta a cien flores blancas o blanco-rosadas. Estos se encuentran sobre un pedúnculo de 7 cm. Las flores son de tipo papilionáceo o papilionoides.
Los frutos contienen tres o cuatro semillas en forma de corazón, sumamente pequeñas y de color variable del amarillo al marrón-rojizo. 
La semilla tiene forma redondeada con una protuberancia que coincide con la posición de la futura radícula. La cubierta seminal forma una gruesa capa suberizada alrededor de la semilla. Presenta hilo, cicatriz correspondiente al antiguo punto de enganche a la pared del ovario.

## Usos y cultivo
El trébol blanco es exigente en luz y sensible a la sequía, probablemente por sus raíces superficiales, lo que obliga a cultivarla bajo riego en veranos secos.
Sin embargo, puede vegetar en los suelos pobres, ácidos o arenosos, necesitando fuertes abonados fosfóricos, al igual que casi todos los tréboles. Es poco tolerante a la salinidad.
Desarrolla en sus raíces nódulos formados por bacterias nitrificantes del género Rhizobium. En adecuadas condiciones de temperatura, humedad y suelo, las bacterias fijan importantes cantidades de nitrógeno de la atmósfera.

### Fenología

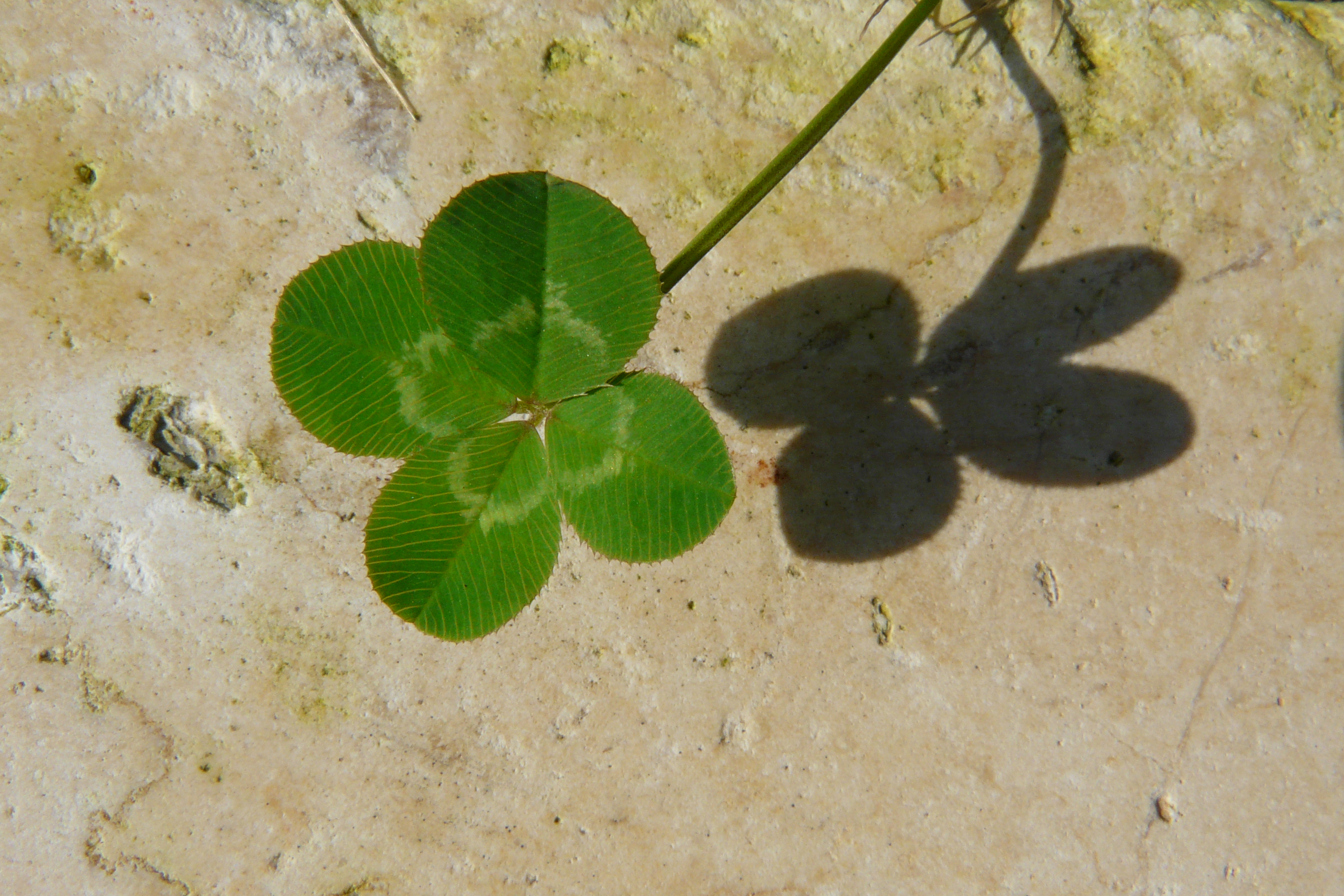
Trébol blanco con cuatro hojas.

El crecimiento del trébol blanco comienza por el desarrollo de la corona, de una raíz pivotante y hasta diez estolones primarios, que nacen de las yemas axilares de las hojas de la corona. Los estolones suelen adoptar forma radial sobre la superficie del suelo. Posteriormente, los nudos de estos estolones desarrollan nuevas raíces adventicias, hojas y yemas axilares.
La aparición de estolones secundarios, ocasiona cierta debilidad en los primarios, por emigración de las sustancias de reserva hacia dichos estolones hijos, hasta el punto de que, finalmente, lo primarios mueren y el sistema secundario se independiza de la planta original. Este comportamiento facilita la supervivencia de las plantas por multiplicación vegetativa, al asegurar el desarrollo y el crecimiento sucesivo de nuevos estolones y con ellos, la emergencia de nuevos individuos. El crecimiento de los estolones, es aproximadamente de 20 cm al año.
Una vez que las condiciones ambientales (fundamentalmente fotoperíodo y vernalización previa) favorecen el proceso de floración, las yemas axilares originan cabezuelas florales. De esta forma, la producción de inflorescencias se hace en detrimento de la de los nuevos estolones y, por consiguiente, el crecimiento de la planta se reduce. También se movilizan reservas hacia las flores para formar las semillas.

### Condiciones óptimas
La temperatura óptima para el crecimiento es de 24 °C. Tanto en verano como en invierno, se reduce mucho el crecimiento (a partir de 35 °C y por debajo de 7 °C, presenta un escaso crecimiento).
Se desarrolla mejor en climas húmedos con precipitaciones bien repartidas durante todos los meses.
El pH óptimo de suelo para la fijación de nitrógeno es de 6,5.
Para desarrollar la floración con éxito, necesitan obligatoriamente bajas temperaturas invernales (vernalización)

### Interés forrajero
El trébol blanco es ampliamente utilizado en producción de forraje. Su principal utilización es el pastoreo a diente en mezcla con gramíneas, a las cuales suministra además grandes cantidades de nitrógeno fijado en sus nódulos radicales.
Cada rebrote se produce a partir de la yema terminal de los estolones y de las yemas ubicadas en las axilas de las hojas. Este proceso, resultado del hábito estolonífero de la planta, sucede después de cada pastoreo o corte. El pisoteo del animal favorece la reproducción vegetativa de la planta. El rebrote supone una movilización de las reservas de la planta, disminuyendo tras la defoliación y recuperándose posteriormente gracias a la rápida proliferación de hojas horizontales de los nuevos estolones, lo que le permite alcanzar una alta eficiencia fotosintética con un área foliar reducida. Esta elevada capacidad de recuperación se debe a que el pastoreo no elimina las áreas de crecimiento.
Destaca su gran calidad alimenticia para el ganado, en términos de proteína y minerales, así como su capacidad para autoabastecerse de nitrógeno y también de cederlo al medio (y por tanto a las especies con las que conviva en el terreno).
Aunque el contenido alimenticio es elevado, como cultivo puro apenas se siembra por constituir un forraje algo desequilibrado y por peligro de meteorismo para los rumiantes. Es por ello que se suele emplear mezclado con gramíneas. A pesar de ello, el trébol blanco presenta una alta digestibilidad; presentando los valores más altos en invierno y primavera, declinando lentamente durante el verano. 
Por otra parte, el trébol blanco contrasta con otras especies pratenses en que no posee órganos específicos para la acumulación de reservas. Este comportamiento, desde el punto de vista de la producción es positivo, ya que su crecimiento alcanza rápidamente volúmenes altos de forraje. Esto permite a las plantas cubrir sus necesidades metabólicas en un plazo muy corto, sin tener que esperar, como en trébol violeta o la alfalfa, a movilizaciones de las reservas desde el sistema radicular.
De esta manera la recuperación tras el pastoreo es sumamente rápida permitiendo una gran frecuencia de aprovechamientos.

## Agronomía y manejo
Según diferentes datos de ensayos en cultivo puro en la zona Norte de España y en Galicia, las producciones oscilan entre 9 y 12 t/ha de materia seca, cifras obtenidas bajo corte y sin pastoreo, lo cual no es la situación más real de utilización de este trébol.
Sin embargo, en condiciones de praderas de riego en Centro y Sur de España, las producciones oscilan entre 10 y 15 t/ha de materia seca, según asociaciones o mezclas de trébol blanco con gramíneas (festuca y dáctilo), correspodiéndole al trébol normalmente hasta casi el 70% de dicha producción, según los datos de diferentes ensayos del INIA y de la Agencia de Desarrollo Ganadero. 
En regiones del Norte de España (Galicia y Cantábrico), correspondientes a climas templados y húmedos, en asociación con ray-grass perenne, la producción de trébol blanco raramente supera el 25-30% de la producción total de la pradera, lo cual se cifra entre 10-13% de materia seca total.
Esta situación tan diferente, se justifica porque los tréboles necesitan para su óptimo crecimiento grandes intensidades de luz, mientras que las gramíneas, aunque también crecen mejor a plena luz, están más adaptadas a condiciones de sombra, de modo que en climas mediterráneos, la abundancia de luz conduce a la dominancia de leguminosas sobre gramíneas en praderas de pastoreo frecuente. Sin embargo en los días centrales de verano, con temperaturas medias superiores a 30 °C, sufre en estas regiones una cierta parada vegetativa, efectuando floraciones continuas y con escasa productividad.

## Variedades
Existen tres grupos de variedades de trébol blanco:
- Variedades de hoja pequeña o enanas: también llamadas variedades salvajes, por ser en su mayoría ecotipos, nativos o espontáneos de distintas regiones del mundo. Algunos ejemplos son Aberystwyth S-184 y Kent.

- Variedades de hoja común o intermedias: Muy utilizadas para praderas de pastoreo de media y larga duración:

- Grassland Huia: considerada en España como la leguminosa más productiva para pastoreo en áreas de más de 650 mm de lluvia y de no más de tres semanas de sequía en verano. Es dura y persiste, incluso con pastoreo continuo e intenso. Su óptimo de temperatura son 24 °C, pero tiene escasa producción invernal.

- Luisiana: más temprana y de mejor producción invernal que el Huia, en condiciones de inviernos templados. Soporta también la sequía estival.

- S100: persistente y muy productiva, de comportamiento similar a Huia.

- Otras variedades importantes son: Kersey, Barbiean, Cultura, Pertina, Wikla, Grasslands 4700, Victoria Irrigation y Mika.

- Variedades de hojas grandes: tienen porte más elevado, estolones más gruesos y hojas e inflorescencias más grandes. Son altamente productivos en condiciones de buen suministro de humedad, pero resisten peor el pastoreo intenso y continuo de los grupos anteriores. Su persistencia es también deficiente. En este grupo se encuentran:

- Ladino: se trata de la variedad más importante de este grupo. Posee hojas grandes, pero con una relación hojas/tallo inferior a otras variedades, lo que origina una menor digestibilidad, dada la inferior calidad de los tallos en relación con las hojas. Es muy exigente en humedad y bastante sensible a la salinidad del suelo. Su crecimiento en veranos cálidos en regadío es superior a cualquier variedad de los otros grupos. Entre las variedades comerciales destaca Ladino California.

- Haifa: similar en tamaño a Ladino, pero de porte más rastrero y con más estolones, de forma que su aspecto es denso. Tiene mayor resistencia a la sequía que las variedades anteriores y mejor crecimiento invernal.

- Otras variedades: Blanca(muy productiva, capaz de competir con el Ray- Grass y resistente a royas); Regal (semitardía), Tamar (precoz), Sabeda (susceptible a podredumbre de la raíz), Retor (resistente a podredumbre de la raíz), y Milkanova (también resistente)

El consumo por parte del ganado español de semilla de trébol blanco oscila alrededor de 130 000 kg/año,
correspondiendo más de la mitad a la variedad Grassland Huia.

## Taxonomía
Trifolium repens fue descrita por Carolus Linnaeus y publicado en Species Plantarum 2: 767. 1753.
Etimología
Trifolium: nombre genérico que deriva de tri = (tres) y -folium = (hoja), por lo que podría traducirse como "tres hojas".
repens: epíteto latino que significa "rastrero".
Sinonimia
- Lotodes repens Kuntze
- Trifolium limonium Phil.
- Trifolium stipitatum Clos

subsp. macrorrhizum (Boiss.) Ponert
- Trifolium macrorrhizum Boiss.

var. nevadense (Boiss.) C.Vicioso
- Trifolium nevadense Boiss.

var. orbelicum (Velen.) Fritsch
- Trifolium orbelicum Velen.

var. orphanideum (Boiss.) Boiss.
- Trifolium orphanideum Boiss.

subsp. prostratum Nyman
- Trifolium biasolettii Steud. & Hochst.
- Trifolium occidentale Coombe

var. repens L
- Amoria repens (L.) C.Presl[4]

## Nombre común
- Castellano: carretón, chupamieles, chupón, motas blancas, teble, trebillo, trébol, trebolillo, trebolillo marfuelle, tribulillo, trébol, trébol blanco, trébol bravo, trébol de los prados con flor blanca, trébol de prados, trébol manchado, trébol pratense que hace las flores blancas, trébol rastrero, trébol rastrero blanco, trébol silvestre, trébole blanco.[5]